# Imperatori latini di Costantinopoli

Stemma dell'Impero latino di Costantinopoli.

In questa voce sono elencati in ordine cronologico gli imperatori latini di Costantinopoli. Il titolo fu effettivo dal 1204 (a seguito della presa di Costantinopoli durante la Quarta crociata) al 1261 (riconquista di Costantinopoli da parte dei bizantini), e titolare dal 1261 al 1383. Dopo questa data, non venne più utilizzato.

## Imperatori effettivi

### Casato di Fiandra
| Sovrano               | Ritratto | Nascita                                                                    | Incoronazione                     | Matrimoni                                  | Morte                                       |
| --------------------- | -------- | -------------------------------------------------------------------------- | --------------------------------- | ------------------------------------------ | ------------------------------------------- |
| Baldovino I 1204–1205 |          | Luglio 1172 figlio di Baldovino V di Hainaut e di Margherita I di Fiandra. | 16 maggio 1204 nella Hagia Sophia | Maria di Champagne 6 gennaio 1186 2 figlie | 1205 Veliko Tărnovo, Bulgaria circa 33 anni |

### Interregno (1205 - 1206)
| Sovrano                                     | Ritratto | Nascita                                                                 | Matrimoni                                                                         | Morte                        |
| ------------------------------------------- | -------- | ----------------------------------------------------------------------- | --------------------------------------------------------------------------------- | ---------------------------- |
| Enrico di Fiandra 1205–1206 (come reggente) |          | ca. 1174 figlio di Baldovino V di Hainaut e di Margherita I di Fiandra. | (1) Agnese del Monferrato 4 febbraio 1207 1 figlio (?) (2) Maria di Bulgaria 1213 | 11 giugno 1216 circa 42 anni |

### Casato di Fiandra
| Sovrano          | Ritratto | Nascita                                                                 | Incoronazione  | Matrimoni                                                                         | Morte                        |
| ---------------- | -------- | ----------------------------------------------------------------------- | -------------- | --------------------------------------------------------------------------------- | ---------------------------- |
| Enrico 1206–1216 |          | ca. 1174 figlio di Baldovino V di Hainaut e di Margherita I di Fiandra. | 20 agosto 1206 | (1) Agnese del Monferrato 4 febbraio 1207 1 figlio (?) (2) Maria di Bulgaria 1213 | 11 giugno 1216 circa 42 anni |

### Casato di Courtenay
| Sovrano          | Ritratto | Nascita                                                             | Incoronazione                                  | Matrimoni                                                       | Morte              |
| ---------------- | -------- | ------------------------------------------------------------------- | ---------------------------------------------- | --------------------------------------------------------------- | ------------------ |
| Pietro 1216–1217 |          | ca. 1155 figlio di Pietro I di Courtenay ed Elisabetta di Courtenay | 9 aprile 1217, San Lorenzo fuori le mura, Roma | (1) Agnese di Nevers una figlia (2) Iolanda di Fiandra 10 figli | 1219 circa 64 anni |

### Interregno (1217 - 1219)
| Sovrano                                      | Ritratto | Nascita                                                                 | Matrimoni                         | Morte                           |
| -------------------------------------------- | -------- | ----------------------------------------------------------------------- | --------------------------------- | ------------------------------- |
| Iolanda di Fiandra 1217–1219 (come reggente) |          | ca. 1175 figlia di Baldovino V di Hainaut e di Margherita I di Fiandra. | Pietro di Courtenay 1193 10 figli | 24/26 agosto 1219 circa 44 anni |

### Casato di Courtenay
| Sovrano                                 | Ritratto | Nascita                                                                          | Incoronazione  | Matrimoni                            | Morte                                         |
| --------------------------------------- | -------- | -------------------------------------------------------------------------------- | -------------- | ------------------------------------ | --------------------------------------------- |
| Roberto I 1219–1228                     |          | figlio di Pietro II di Courtenay e di Iolanda di Fiandra                         | 25 marzo 1221  | Signora di Neuville 1227 senza figli | gennaio 1228 Morea, principato d'Acaia        |
| Maria di Courtenay 1222 (come reggente) |          | figlia di Pietro II di Courtenay e di Iolanda di Fiandra                         | 1222           | Teodoro I Lascaris 1219 senza figli  | settembre 1228 Costantinopoli                 |
| Roberto I 1219–1228                     |          | figlio di Pietro II di Courtenay e di Iolanda di Fiandra                         | 25 marzo 1221  | Signora di Neuville 1227 senza figli | gennaio 1228 Morea, principato d'Acaia        |
| Maria di Courtenay 1228 (come reggente) |          | figlia di Pietro II di Courtenay e di Iolanda di Fiandra                         | gennaio 1228   | Teodoro I Lascaris 1219 senza figli  | settembre 1228 Costantinopoli                 |
| Baldovino II 1228–1261                  |          | 1217 figlio di Pietro II di Courtenay e di Iolanda di Fiandra, imperatori latini | 15 aprile 1240 | Maria di Brienne 1234 un figlio      | ottobre 1273 Napoli, regno di Sicilia 43 anni |

### Casato di Brienne
| Sovrano                            | Ritratto | Nascita                                                        | Matrimoni | Morte                       |
| ---------------------------------- | -------- | -------------------------------------------------------------- | --- | --------------------------- |
| Giovanni (come reggente) 1229–1237 |          | ca. 1170 figlio di Erardo II di Brienne e Agnese de Montfaucon | (1) Maria del Monferrato, regina di Gerusalemme 14 settembre 1210 una figlia (2) Stefania d'Armenia un figlio (3) Berenguela di León 1224 4 figli | 27 marzo 1237 circa 67 anni |

### Casato di Courtenay
| Sovrano                | Ritratto | Nascita                                                                          | Incoronazione                                               | Matrimoni                       | Morte                                         |
| ---------------------- | -------- | -------------------------------------------------------------------------------- | ----------------------------------------------------------- | ------------------------------- | --------------------------------------------- |
| Baldovino II 1228–1261 |          | 1217 figlio di Pietro II di Courtenay e di Iolanda di Fiandra, imperatori latini | 15 aprile 1240 in co-reggenza con Giovanni dal fino al 1237 | Maria di Brienne 1234 un figlio | ottobre 1273 Napoli, regno di Sicilia 43 anni |

## Imperatori titolari

### Casato di Courtenay
A seguito della riconquista bizantina di Costantinopoli, Baldovino II fu espulso dalla città e l'impero latino ebbe fine. Baldovino e i suoi discendenti continuarono ad avanzare pretese sul trono, e sono dunque considerati imperatori titolari.
| Sovrano                | Ritratto | Nascita                                                                          | Matrimoni                                  | Morte                                         |
| ---------------------- | -------- | -------------------------------------------------------------------------------- | ------------------------------------------ | --------------------------------------------- |
| Baldovino II 1261-1273 |          | 1217 figlio di Pietro II di Courtenay e di Iolanda di Fiandra, imperatori latini | Maria di Brienne 1234 un figlio            | ottobre 1273 Napoli, regno di Sicilia 43 anni |
| Filippo I 1273-1283    |          | 1243 figlio di Baldovino II e di Maria di Brienne                                | Beatrice d'Angiò 27 maggio 1267 una figlia | 15 dicembre 1283 Viterbo, Stato pontificio    |
| Caterina I 1283-1307   |          | 25 novembre 1274 figlia di Filippo I e di Beatrice d'Angiò                       | Carlo di Valois 1301 quattro figli         | 11 ottobre 1307 Parigi, Regno di Francia      |

### Casato di Valois
| Sovrano               | Ritratto | Nascita                                                                               | Matrimoni | Morte                                     |
| --------------------- | -------- | ------------------------------------------------------------------------------------- | --- | ----------------------------------------- |
| Carlo 1301-1307       |          | 12 marzo 1270 Valenciennes figlia di Filippo III di Francia e di Isabella d'Aragona   | Margherita d'Angiò 1290 sei figli Caterina I di Courtenay 1301 quattro figli Mahaut di Châtillon 1308 quattro figli | 16 dicembre 1325, Nogent-le-Roi           |
| Caterina II 1307-1346 |          | 18 novembre 1301 Siena, repubblica di Siena figlia di Caterina I e di Carlo di Valois | Filippo I d'Angiò 30 luglio 1313 cinque figli                                                                       | 20 settembre 1346 Napoli, regno di Napoli |

### Casato di Angiò
| Sovrano               | Ritratto | Nascita                                                                               | Matrimoni                                                                                                 | Morte                                     |
| --------------------- | -------- | ------------------------------------------------------------------------------------- | --- | ----------------------------------------- |
| Filippo II 1313–1332  |          | 10 novembre 1278 figlio di Carlo II di Napoli e di Maria Arpad d'Ungheria             | Thamar Angelina Comnena Ducena agosto 1294 cinque figli Caterina II di Valois 30 luglio 1313 cinque figli | 23 dicembre 1332 Napoli, regno di Napoli  |
| Roberto II 1346–1364  |          | ca.1318 figlio di Filippo I di Taranto e di Caterina II di Valois, imperatrice latina | Maria di Borbone senza figli                                                                              | 10 settembre 1364 Napoli, regno di Napoli |
| Filippo III 1364–1374 |          | 1329 figlio di Filippo I di Taranto e di Caterina II, imperatrice latina              | (1) Maria di Calabria 1355 cinque figli (2) Elisabetta di Slavonia 20 ottobre 1370 un figlio              | 25 novembre 1374 Taranto, regno di Napoli |
| Margherita 1374-1380  |          | 1325 figlia di Filippo I di Taranto e di Caterina II, imperatrice latina              | Francesco I Del Balzo, duca d'Andria 1347 due figli                                                       | 1380                                      |

### Casato Del Balzo
| Sovrano           | Ritratto | Nascita                                                                              | Matrimoni                            | Morte                                   |
| ----------------- | -------- | ------------------------------------------------------------------------------------ | ------------------------------------ | --------------------------------------- |
| Giacomo 1380-1383 |          | ca.1354 figlio di Margherita d'Angiò-Durazzo e di Francesco del Balzo, duca d'Andria | Agnese di Durazzo 1382 nessun figlio | 17 luglio 1383 Taranto, regno di Napoli |

Nel 1381 Carlo di Durazzo avanzò le proprie pretese al trono di Napoli, su cui sedeva la cugina Giovanna, che aveva revocato la sua (di Carlo) precedente nomina a proprio erede al trono (Giovanna non aveva prole).  Giacomo, cugino di entrambi (suo nonno Filippo di Taranto ed i nonni di Carlo e Giovanna erano fratelli, figli di Carlo II di Napoli), prese le parti di Giovanna: anch'egli senza figli, nominò quindi proprio erede universale (compreso il titolo imperiale) il nuovo erede che Giovanna aveva designato, ovvero Luigi I d'Angiò. Né questi né i suoi eredi fecero mai uso del titolo imperiale, che quindi si considera estinto con lo stesso Giacomo.